# Кіяни (Свентокшиське воєводство)
Кіяни (пол. Kijany) — село в Польщі, у гміні Бейсці Казімерського повіту Свентокшиського воєводства.
Населення — 163 особи (2011).
У 1975-1998 роках село належало до Келецького воєводства.

## Демографія
Демографічна структура на день 31 березня 2011 року:
|          | Загалом | Допрацездатний вік | Працездатний вік | Постпрацездатний вік |
| -------- | ------- | ------------------ | ---------------- | -------------------- |
| Чоловіки | 82      | 9                  | 62               | 11                   |
| Жінки    | 81      | 9                  | 49               | 23                   |
| Разом    | 163     | 18                 | 111              | 34                   |